# Strada nazionale 25 (Svizzera)
La strada nazionale 25 (N25; in tedesco Nationalstrasse 25; in francese route nationale 25) è una delle strade nazionali della Svizzera.
La strada collega i capoluoghi di Appenzello Interno (Appenzello) e Appenzello Esterno (Herisau) alla rete stradale nazionale, connettendosi alla strada nazionale 1 tramite l'autostrada A1 presso l'uscita di San Gallo-Winkeln.

## Percorso
| Strada nazionale 25 |        |                                              |
| Tipologia           | Strada | Tratto                                       |
|                     | H8     | San Gallo-Winkeln (N1) - Herisau - Waldstatt |
|                     | H463   | Waldstatt - Hundwil                          |
|                     | H459   | Hundwil - Appenzello                         |